# رفاقت (فیلم)
رفاقت فیلمی از رضا صفایی که در سال ۱۳۵۶ در سینماهای ایران به نمایش درآمد.

## خلاصه فیلم
حبیب دزد سابقه داری است که مهارتش در باز کردن گاوصندوق است. او، که از دزدی دست کشیده، به وسیلهٔ گروه کیوان تحت فشار قرار می‌گیرد تا آن‌ها را در یک سرقت بزرگ همراهی کند. همکاری حبیب با پلیس موجب می‌شود که کیوان و همدستانش دستگیر شوند. احمد و ستاره از حبیب، که زخمی شده، پرستاری می‌کنند. حبیب و ستاره ازدواج می‌کنند، و چندی بعد افسانه، که خوانندهٔ کافه است، سر راه حبیب قرار می‌گیرد و او را از همسرش دور می‌کند. افسانه حبیب را به ورشکستگی می‌کشاند و او را وامی‌دارد تا با کیوان همکاری کند. نقشهٔ آنها این است که جواهرهای پیرزنی را بربایند. حبیب به افسانه پیشنهاد می‌کند که، پس از سرقت، جواهرها را تصاحب کنند و بگریزند. کیوان، که از نقشهٔ آن دو مطلع شده، حبیب را مضروب می‌کند و افسانه را از پا درمی‌آورد. در غیبت حبیب همسرش با اتومبیل نظام تصادف می‌کند و بینایی خود را از دست می‌دهد. نظام هزینهٔ مداوای ستاره را تقبل و او را وارث خود می‌کند. ستاره از نظام می‌خواهد که آزادی شوهرش را تضمین کند و سرپرستی یکی از کارخانه‌هایش را به او بسپارد. حبیب آزاد و ابتدا به همسرش بدگمان می‌شود؛ اما به اشتباه خود پی می‌برد و زندگی خود را با ستاره از سر می‌گیرد.
| بازیگران         | نقش‌ها     |
| ---------------- | --------- |
| بهمن مفید        | احمد      |
| شهناز تهرانی     | ستاره     |
| ژیلا شاهانی      | افسانه    |
| منوچهر والی زاده | حبیب      |
| خشایار           | کیوان     |
| علی میری         | دوست احمد |
| محرم بسیم        | نظام      |